# Municipio de Bloom (condado de Morgan)
El municipio de Bloom (en inglés: Bloom Township) es un municipio ubicado en el condado de Morgan en el estado estadounidense de Ohio. En el año 2010 tenía una población de 980 habitantes y una densidad poblacional de 14,77 personas por km².

## Geografía
El municipio de Bloom se encuentra ubicado en las coordenadas 39°42′58″N 81°51′47″O / 39.71611, -81.86306. Según la Oficina del Censo de los Estados Unidos, el municipio tiene una superficie total de 66.36 km², de la cual 64,84 km² corresponden a tierra firme y (2,29 %) 1,52 km² es agua.

## Demografía
Según el censo de 2010, había 980 personas residiendo en el municipio de Bloom. La densidad de población era de 14,77 hab./km². De los 980 habitantes, el municipio de Bloom estaba compuesto por el 96,94 % blancos, el 1,12 % eran afroamericanos, el 0,1 % eran asiáticos y el 1,84 % eran de una mezcla de razas. Del total de la población el 0 % eran hispanos o latinos de cualquier raza.